# Anopinella
Anopinella là một chi bướm đêm thuộc họ Tortricidae.

## Các loài
- Anopinella albolinea  Brown & Adamski, 2003
- Anopinella alshiana  Razowski & Pelz, 2003
- Anopinella araguana  Brown & Adamski, 2003
- Anopinella arenalana  Brown & Adamski, 2003
- Anopinella aurea  Razowski & Becker, 2000
- Anopinella boliviana  Brown & Adamski, 2003
- Anopinella brasiliana  Brown & Adamski, 2003
- Anopinella cafrosana  Brown & Adamski, 2003
- Anopinella carabayana  Brown & Adamski, 2003
- Anopinella cartagoa  Brown & Adamski, 2003
- Anopinella choko  Brown & Adamski, 2003
- Anopinella consecta  Razowski & Pelz, 2003
- Anopinella cuzco  Brown & Adamski, 2003
- Anopinella fana  Brown & Adamski, 2003
- Anopinella holandia Brown & Adamski, 2003
- Anopinella isodelta  Meyrick, 1912
- Anopinella larana  Brown & Adamski, 2003
- Anopinella macrosema  Brown & Adamski, 2003
- Anopinella mariana  Brown & Adamski, 2003
- Anopinella ophiodes  Walsingham, 1914
- Anopinella panamana  Brown & Adamski, 2003
- Anopinella parambana  Brown & Adamski, 2003
- Anopinella perblanda  Razowski & Becker, 2000
- Anopinella peruvensis  Brown & Adamski, 2003
- Anopinella phillipsae Brown & Adamski, 2003
- Anopinella porrasa  Brown & Adamski, 2003
- Anopinella powelli  Brown & Adamski, 2003
- Anopinella rastafariana  Brown & Adamski, 2003
- Anopinella razowskii  Brown & Adamski, 2003
- Anopinella rica  Brown & Adamski, 2003
- Anopinella rigidana  Brown & Adamski, 2003
- Anopinella shillanana Razowski & Wojtusiak, 2009
- Anopinella styraxivora  Brown & Adamski, 2003
- Anopinella sympatrica  Brown & Adamski, 2003
- Anopinella tenebricosa  Razowski & Pelz, 2003
- Anopinella tinalandana  Brown & Adamski, 2003
- Anopinella transecta  Brown & Adamski, 2003
- Anopinella triquetra  Walsingham, 1914
- Anopinella tucki  Brown & Adamski, 2003
- Anopinella yangana Razowski & Wojtusiak, 2009